# Dipoena fornicata
Dipoena fornicata là một loài nhện trong họ Theridiidae.
Loài này thuộc chi Dipoena. Dipoena fornicata được Tord Tamerlan Teodor Thorell miêu tả năm 1895.